# Organ-on-chip
Un organ-on-chip (OOC) è un chip microfluidico tridimensionale per colture cellulari 3D che simula le attività, la meccanica e la risposta fisiologica di interi organi o sistemi di organi, rappresentando pertanto un modello in vitro di organo artificiale. Costituisce oggetto di importanti ricerche di ingegneria biomedica, più precisamente nel campo dei bio-MEMS. La convergenza di labs-on-chips (LOC) e biologia cellulare ha permesso lo studio della fisiologia umana in un contesto specifico per l'organo, introducendo il nuovo modello di organismi umani multicellulari in vitro. Tale tecnologia ambisce ad abolire la necessità sperimentazione animale nello sviluppo di farmaci e test delle tossine.
Sebbene più pubblicazioni affermino di avere funzioni d'organo tradotte su questa interfaccia, il passaggio verso questa applicazione microfluidica è ancora ai suoi albori. Gli organ-on-chip variano nel design e nel modo di utilizzo fra i diversi ricercatori. Pertanto, la validazione e l'ottimizzazione di questi dispositivi è un processo ancora in corso. Tra gli organi modellizzati da dispositivi microfluidici vi sono cuore, polmone, rene, arteria, osso, cartilagine, pelle e altro.
La realizzazione di organi artificiali validi, tuttavia, richiede non solo una precisa manipolazione cellulare, ma una comprensione dettagliata della complessa risposta fondamentale del corpo umano a qualsiasi evento. Una preoccupazione comune con gli organ-on-chip sta nell'isolamento degli organi durante i test. Microfabbricazione, microelettronica e microfluidica offrono la prospettiva di modellare sofisticate risposte fisiologiche in vitro in condizioni accuratamente simulate.

## Lab-on-a-chip
Un lab-on-a-chip è un dispositivo che integra una o più funzioni di laboratorio su un singolo chip che si occupa di gestire le particelle nei canali microfluidici cavi. È stato sviluppato per oltre un decennio. I vantaggi nella gestione delle particelle su scala ridotta includono la riduzione del consumo di volume del fluido (minori costi dei reagenti, meno sprechi), l'aumento della portabilità dei dispositivi, l'aumento del controllo del processo (a causa di reazioni termo-chimiche più rapide) e la riduzione dei costi di fabbricazione. Inoltre, il flusso microfluidico è interamente laminare (cioè senza turbolenza). Di conseguenza, non c'è virtualmente alcuna miscelazione tra flussi vicini in un canale cavo. In biologia cellulare, questa proprietà, rara nei fluidi, è stata sfruttata per studiare meglio i comportamenti cellulari complessi, come la motilità cellulare in risposta a stimoli chemiotattici, differenziazione delle cellule staminali, guida assonica, propagazione subcellulare di segnalazione biochimica e sviluppo embrionale.

## Transizione dai modelli di colture cellulari 3D alla tecnologia Organ-on-chip
I modelli di coltura cellulare 3D superano i sistemi di coltura 2D promuovendo livelli più elevati di differenziazione cellulare e organizzazione dei tessuti. I sistemi di coltura 3D hanno più successo perché la flessibilità dei gel, che simulano la ECM, è in grado di adattarsi ai cambiamenti di forma e alle connessioni delle celle cellulari, precedentemente impediti dai rigidi substrati di coltura 2D. Tuttavia, anche i migliori modelli di colture 3D non riescono a imitare le proprietà cellulari di un organo sotto molti aspetti, comprese le interfacce tessuto-tessuto (ad es. epitelio ed endotelio vascolare), i gradienti spaziotemporali delle sostanze chimiche e i microambienti meccanicamente attivi (ad esempio la vasocostrizione delle arterie e vasodilatatori, che rispondono a differenziali di temperatura). L'applicazione della microfluidica negli organ-on-chip consente il trasporto e la distribuzione efficienti di sostanze nutritive e altri segnali solubili attraverso i costrutti vitali del tessuto 3D. Gli organi sono indicati come la prossima ondata di modelli di coltura cellulare 3D che imitano le attività biologiche di interi organismi viventi, le proprietà meccaniche dinamiche e le funzionalità biochimiche.

## Organi modellizzati

### Lung-on-a-chip
I polmoni su chip sono progettati per migliorare la rilevanza fisiologica degli attuali modelli di interfaccia alveolo-capillare in vitro esistenti. Un tale microdispositivo multifunzionale può riprodurre le proprietà strutturali, funzionali e meccaniche chiave dell'interfaccia alveolo-capillare umano (vale a dire, l'unità funzionale fondamentale del polmone vivente).
Esempio
Dongeun Huh del Wyss Institute for Biologically Inspired Engineering di Harvard descrive la loro fabbricazione di un sistema contenente due microcanali strettamente collegati separati da una sottile membrana flessibile porosa (10 µm) fatta di PDMS. Il dispositivo comprende in gran parte tre canali microfluidici e solo quello centrale contiene la membrana porosa. Cellule di coltura sono state coltivate su entrambi i lati della membrana: cellule epiteliali alveolari umane su un lato e cellule endoteliali microvascolari polmonari umane sull'altro.
La compartimentalizzazione dei canali facilita non solo il flusso di aria come un fluido che fornisce cellule e sostanze nutritive alla superficie apicale dell'epitelio, ma consente anche che esistano differenze di pressione tra i canali centrale e laterale. Durante la normale inspirazione nel ciclo respiratorio di un umano, la pressione intrapleurica diminuisce, innescando un'espansione degli alveoli. Mentre l'aria viene tirata nei polmoni, l'epitelio alveolare e l'endotelio accoppiato nei capillari sono allungati. Poiché un vuoto è collegato ai canali laterali, una diminuzione della pressione farà espandere il canale centrale, allungando così la membrana porosa e, successivamente, l'intera interfaccia alveolare-capillare. Il movimento dinamico guidato dalla pressione dietro lo stiramento della membrana, descritto anche come un ceppo meccanico ciclico (valutato approssimativamente al 10%), aumenta significativamente il tasso di traslocazione delle nanoparticelle attraverso la membrana porosa, rispetto a una versione statica di questo dispositivo, e ad un sistema di cultura Transwell.
Al fine di convalidare pienamente l'accuratezza biologica di un dispositivo, è necessario valutare le risposte dell'intero organo. In questo caso, i ricercatori hanno inflitto lesioni alle cellule:
- Infiammazione polmonare - Le risposte infiammatorie polmonari comportano una strategia a più stadi, ma accanto a un aumento della produzione di cellule epiteliali e un rilascio precoce della risposta di citochine, l'interfaccia dovrebbe subire un numero maggiore di molecole di adesione dei leucociti.[5] Nell'esperimento di Huh, l'infiammazione polmonare è stata simulata introducendo un mezzo contenente un potente mediatore proinfiammatorio. Solo poche ore dopo la lesione, le cellule del dispositivo microfluidico sottoposte a un ceppo ciclico hanno reagito in accordo con la risposta biologica citata in precedenza.
- Infezione polmonare - I batteri viventi di E-coli sono stati usati per dimostrare come il sistema possa persino imitare la risposta cellulare innata a un'infezione batterica polmonare. I batteri furono introdotti sulla superficie apicale dell'epitelio alveolare. In poche ore, i neutrofili sono stati rilevati nel compartimento alveolare, nel senso che erano trasmigrati dal microcanale vascolare dove la membrana porosa aveva fagocitato i batteri.

Inoltre, i ricercatori ritengono che il potenziale valore di questo sistema polmone su chip sia di aiuto nelle applicazioni di tossicologia. Studiando la risposta polmonare alle nanoparticelle, i ricercatori sperano di saperne di più sui rischi per la salute in determinati ambienti e correggono modelli in vitro precedentemente semplificati. Poiché un polmone su un chip microfluidico può riprodurre più esattamente le proprietà meccaniche di un polmone umano vivente, le sue risposte fisiologiche saranno più rapide e precise di un sistema di coltura Transwell. Tuttavia, gli studi pubblicati ammettono che le risposte di un polmone su un chip non ancora riproducono pienamente le risposte delle cellule epiteliali alveolari native.

### Heart-on-a-chip
Sforzi passati a replicare ambienti cardiaci cardiaci in vivo si sono dimostrati difficili a causa delle difficoltà nell'imitare la contrattilità e le risposte elettrofisiologiche. Tali caratteristiche aumenterebbero notevolmente la precisione degli esperimenti in vitro.
La microfluidica ha già contribuito agli esperimenti in vitro sui cardiomiociti, che generano gli impulsi elettrici che controllano la frequenza cardiaca. Ad esempio, i ricercatori hanno costruito una serie di microcamere di PDMS, allineate con sensori e elettrodi stimolanti come uno strumento che monitorerà elettrochimicamente e otticamente il metabolismo dei cardiomiociti. Un altro heart-on-a-chip ha similmente combinato una rete microfluidica in PDMS con microelettrodi planari, questa volta per misurare i potenziali extracellulari da cardiomiociti murini adulti.
Un progetto riportato di un heart-on-a-chip afferma di aver costruito "un mezzo efficace per misurare le relazioni struttura-funzione in costrutti che replicano le architetture gerarchiche dei tessuti del muscolo cardiaco laminare". Questo chip determina che l'allineamento dei miociti nell'apparato contrattile fatto di tessuto cardiaco e il profilo di espressione genica (influenzato dalla deformazione della struttura e della struttura cellulare) contribuisce alla forza prodotta nella contrattilità cardiaca. Questo heart-on-a-chip è un costrutto bioibrido: un miocardio ventricolare anisotropico ingegnerizzato e un film sottile elastomerico.
Il processo di progettazione e fabbricazione di questo particolare dispositivo microfluidico prevede dapprima di coprire i bordi di una superficie di vetro con del nastro (o qualsiasi pellicola protettiva) tale da delineare la forma desiderata del substrato. Viene quindi applicato uno strato di rivestimento a rotazione di PNIPA. Dopo il suo scioglimento, il film protettivo viene rimosso, risultando in un corpo autonomo di PNIPA. Le fasi finali coinvolgono il rivestimento di rotazione della superficie protettiva di PDMS sopra lo scorrimento del vetrino e la polimerizzazione. I film sottili muscolari (MTF) permettono ai monostrati del muscolo cardiaco di essere ingegnerizzati su un sottilissimo substrato flessibile di PDMS. Per seminare correttamente la coltura cellulare 2D, è stata utilizzata una tecnica di stampa del microcontatto per deporre un modello di "muro di mattoni" della fibronectina sulla superficie del PDMS. Una volta che i miociti ventricolari sono stati seminati sul substrato funzionalizzato, il modello di fibronectina li ha orientati a generare un monostrato anisotropico.
Dopo il taglio delle pellicole sottili in due file con denti rettangolari e il successivo posizionamento dell'intero dispositivo in un bagno, gli elettrodi stimolano la contrazione dei miociti tramite una stimolazione sul campo, curvando così le strisce / i denti nell'MTF. I ricercatori hanno sviluppato una correlazione tra lo stress del tessuto e il raggio di curvatura delle strisce MTF durante il ciclo contrattile, convalidando il chip dimostrato come una "piattaforma per la quantificazione dello stress, elettrofisiologia e architettura cellulare".

### Kidney-on-a-chip
Cellule renali e nefroni sono già stati simulati da dispositivi microfluidici. "Tali colture cellulari possono portare a nuove intuizioni sulla funzione delle cellule e degli organi e possono essere utilizzate per lo screening dei farmaci". Un dispositivo kidney-on-a-chip ha il potenziale per accelerare la ricerca che comprende la sostituzione artificiale per la funzionalità renale persa. Oggigiorno, la dialisi richiede ai pazienti di andare in una clinica fino a tre volte alla settimana. Una forma di trattamento più trasportabile e accessibile non solo aumenterebbe la salute generale del paziente (aumentando la frequenza del trattamento), ma l'intero processo diventerebbe più efficiente e tollerabile. La ricerca sui reni artificiali sta cercando di portare ai dispositivi la capacità di trasporto, la vestibilità e forse l'impianto attraverso discipline innovative: microfluidica, miniaturizzazione e nanotecnologia.
Esempio : nephron-on-a-chip
Il nefrone è l'unità funzionale del rene ed è composto da un glomerulo e da un componente tubulare. I ricercatori del MIT affermano di aver progettato un dispositivo bioartificiale che replica la funzione del glomerulo del nefrone, del tubulo contorto prossimale e del cappio di Henle.
Ogni parte del dispositivo ha il suo design unico, generalmente costituito da due strati microfabbricati separati da una membrana. L'unico ingresso del dispositivo microfluidico è progettato per il campione di sangue in entrata. Nella sezione del glomerulo del nefrone, la membrana consente alcune particelle del sangue attraverso la sua parete di cellule capillari, composta dall'endotelio, dalla membrana basale e dai podociti epiteliali. Il fluido che viene filtrato dal sangue capillare nello spazio di Bowman è chiamato filtrato o urina primaria.
Nei tubuli, alcune sostanze vengono aggiunte al filtrato come parte della formazione delle urine e alcune sostanze vengono riassorbite dal filtrato e nuovamente nel sangue. Il primo segmento di questi tubuli è il tubulo contorto prossimale. È qui che avviene l'assorbimento quasi completo di sostanze importanti dal punto di vista nutrizionale. Nel dispositivo, questa sezione è semplicemente un canale rettilineo, ma le particelle di sangue che vanno al filtrato devono attraversare la membrana precedentemente menzionata e uno strato di cellule tubule prossimali renali. Il secondo segmento dei tubuli è l'ansa di Henle dove avviene il riassorbimento di acqua e ioni dall'urina. I canali di loop del dispositivo si sforzano di simulare il meccanismo controcorrente del loop di Henle. Allo stesso modo, il ciclo di Henle richiede un numero di tipi di celle diversi perché ogni tipo di cella ha proprietà e caratteristiche di trasporto distinte. Questi includono le cellule degli arti discendenti, le cellule sottili degli arti ascendenti, le cellule spesse degli arti ascendenti, le cellule del condotto di raccolta corticale e le cellule del dotto di raccolta midollare.
Un passo verso la convalida della capacità di simulazione del dispositivo microfluidico del comportamento completo di filtrazione e riassorbimento di un nefrone fisiologico includerebbe la dimostrazione che le proprietà di trasporto tra sangue e filtrato sono identiche per quanto riguarda dove si verificano e cosa viene lasciato entrare dalla membrana. Ad esempio, la grande maggioranza del trasporto passivo di acqua si verifica nel tubulo prossimale e nell'arto sottile discendente, oppure il trasporto attivo di NaCl avviene in gran parte nel tubulo prossimale e nel folto arto ascendente. I requisiti di progettazione del dispositivo richiederebbero che la frazione di filtrazione nel glomerulo vari tra il 15-20%, o il riassorbimento di filtrazione nel tubulo contorto prossimale tra il 65-70% e infine la concentrazione di urea nelle urine (raccolta in uno dei due uscite del dispositivo) possa variare tra 200-400 mM.
Un recente rapporto illustra un nefrone biomimico su dispositivi microfluidici di idrogel con la definizione della funzione di diffusione passiva. La complessa funzione fisiologica del nefrone viene raggiunta sulla base delle interazioni tra vasi e tubuli (entrambi sono canali cavi). Tuttavia, le tecniche di laboratorio convenzionali di solito si concentrano su strutture 2D, come la piastra di Petri che non ha la capacità di ricapitolare la fisiologia reale che si verifica in 3D. Pertanto, gli autori hanno sviluppato un nuovo metodo per fabbricare microcanali funzionali, di rivestimento cellulare e perfusi all'interno dell'idrogel 3D. Le cellule epiteliali endoteliali e renali del vaso sono coltivate all'interno di un microcanale di idrogel e formano una copertura cellulare per imitare vasi e tubuli, rispettivamente. Hanno utilizzato il microscopio confocale per esaminare la diffusione passiva di una piccola molecola organica (solitamente farmaci) tra i vasi e i tubuli in idrogel. Lo studio dimostra il potenziale benefico di simulare la fisiologia renale per la medicina rigenerativa e lo screening farmacologico.

### Artery-on-chip
Le malattie cardiovascolari sono spesso causate da cambiamenti nella struttura e nella funzione dei piccoli vasi sanguigni. Ad esempio, i tassi di ipertensione auto-riportati suggeriscono che il tasso è in aumento, afferma un rapporto del 2003 del National Health and Nutrition Examination Survey. Una piattaforma microfluidica che simula la risposta biologica di un'arteria potrebbe non solo consentire agli schermi basati su organi di verificarsi più frequentemente durante uno studio di sviluppo di farmaci, ma anche fornire una comprensione completa dei meccanismi sottostanti i cambiamenti patologici nelle piccole arterie e sviluppare migliori strategie di trattamento. Axel Gunther dell'Università di Toronto sostiene che tali dispositivi basati su MEMS potrebbero potenzialmente aiutare nella valutazione dello stato microvascolare di un paziente in un contesto clinico (medicina personalizzata).
I metodi convenzionali usati per esaminare le proprietà intrinseche dei vasi di resistenza isolati (arteriole e piccole arterie con diametri variabili tra 30 µm e 300 µm) includono la tecnica della pressione miografica. Tuttavia, tali metodi attualmente richiedono personale qualificato e non sono scalabili. Un'arteria su un chip potrebbe superare molte di queste limitazioni accomodando un'arteria su una piattaforma che sarebbe scalabile, economica e possibilmente automatizzata nella sua produzione.
Esempio
Una piattaforma microfluidica a base di organi è stata sviluppata come un lab-on-a-chip sul quale può essere fissato un fragile vaso sanguigno, consentendo di studiare i determinanti dei malfunzionamenti delle arterie di resistenza.
Il microambiente dell'arteria è caratterizzato dalla temperatura circostante, dalla pressione transmurale e dalle concentrazioni di farmaco luminale e abluminale. Gli input multipli da un microambiente causano una vasta gamma di stimoli meccanici o chimici sulle cellule muscolari lisce (SMC) e sulle cellule endoteliali (ECs) che rivestono le pareti esterne e luminali del vaso, rispettivamente. Le cellule endoteliali sono responsabili del rilascio di fattori vasocostrittori e vasodilatatori, modificando così il tono. Il tono vascolare è definito come il grado di costrizione all'interno di un vaso sanguigno rispetto al suo diametro massimo. I concetti patogenetici attualmente credono che i cambiamenti sottili a questo microambiente abbiano effetti pronunciati sul tono arterioso e possano alterare gravemente la resistenza vascolare periferica. Gli ingegneri alla base di questo progetto ritengono che una forza specifica risieda nella sua capacità di controllare e simulare influenze spazio-temporali eterogenee presenti nel microambiente, mentre i protocolli di miografia hanno, in virtù della loro progettazione, solo microambienti omogenei stabiliti. Hanno dimostrato che erogando la fenilefrina attraverso uno solo dei due canali che forniscono la superfusione alle pareti esterne, il lato rivolto verso il farmaco si è ristretto molto più del lato rivolto in senso.
L'arteria su chip è progettata per un impianto reversibile del campione. Il dispositivo contiene una rete a microcanali, un'area di carico dell'arteria e un'area di ispezione dell'arteria separata. Esiste un microcanale utilizzato per caricare il segmento dell'arteria e quando il pozzetto di caricamento è sigillato, viene anche usato come canale di perfusione per replicare il processo di erogazione nutritiva di sangue arterioso a un letto capillare nel tessuto biologico. Un'altra coppia di microcanali serve a fissare le due estremità del segmento arterioso. Infine, l'ultima coppia di microcanali viene utilizzata per fornire portate di superfusione, al fine di mantenere l'attività fisiologica e metabolica dell'organo, fornendo un mezzo di mantenimento costante sulla parete abluminale. Un riscaldatore termoelettrico e una termoresistenza sono collegati al chip e mantengono temperature fisiologiche nell'area di ispezione dell'arteria.
Il protocollo di caricamento e fissaggio del campione di tessuto nella zona di ispezione aiuta a capire come questo approccio riconosca le funzioni di interi organi. Dopo aver immerso il segmento di tessuto nel pozzetto di caricamento, il processo di caricamento è guidato da una siringa che preleva una portata costante di soluzione tampone all'estremità del canale di caricamento. Ciò causa il trasporto dell'arteria verso la sua posizione dedicata. Questo viene fatto con la fissazione chiusa e le linee di superfusione in / uscita. Dopo aver fermato la pompa, la pressione atmosferica secondaria viene applicata attraverso uno dei canali di fissazione. Quindi, dopo aver sigillato il pozzo di carico chiuso, il secondo canale di fissazione è sottoposto a una pressione subatmosferica. Ora l'arteria è simmetricamente stabilita nell'area di ispezione e una pressione transmurale viene avvertita dal segmento. I canali rimanenti vengono aperti e la perfusione e la superfusione costanti vengono regolate mediante pompe a siringa separate.

### Gut-on-a-chip
L'intestino su chip è un microdispositivo ingegnerizzato che imita il microambiente dell'intestino, in particolare la sua meccanica strutturale, assorbente, trasporto e proprietà fisiopatologiche critiche per la sua funzione. Grazie a una cultura a lungo termine di simbionti microbici, grazie alla perfusione. Questo ambiente microfluidico trasforma l'approccio in studio della tossicità e dei farmaci nonché nell'evoluzione dei modelli di malattia intestinale. Anche se molti modelli di gut-on-chip sono stati sviluppati negli ultimi anni il microdispositivo più all'avanguardia è il 'gut-on-a-chip', progettato dal gruppo di ricerca guidato da Hyun Jung Kim e Donald E. Ingber dell'Istituto Wyss per Biologically Inspired Ingegneria presso l'Università di Harvard, è una piattaforma che consente di studiare e perturbare diverse funzioni intestinali grazie al carico meccanico ciclico, al flusso medio del fluido e alla cocultura di intestino e cellule microbiche. È composto da due microcanali superiori e inferiori allineati della stessa dimensione (150 µm alto, 1000 µm di larghezza) separati da una membrana flessibile PDMS (spessore 30 µm) con pori circolari (10 µm di diametro) distanziati di 25 µm dal centro al centro. Questa struttura ha anche due camere a depressione laterali su entrambi i lati (1,68 mm di larghezza, 9,09 mm di lunghezza, 0,15 mm di altezza).
Un gruppo di ricerca presso il Politecnico di Milano è stato finanziato per sviluppare una piattaforma organ-on-chip atta a studiare gli effetti del microbiota intestinale sulle cellule cerebrali. Alla base di questo progetto vi è la teoria che esista un asse microbiota-intestino-cervello attraverso cui il secretoma rilasciato dal microbiota può arrivare alle cellule dell'encefalo e causare malattie neuro-degenerative.

### Blood brain barrier on a chip (BBB-on-a-chip)
I dispositivi sangue-cervello-barriera su chip combinano tecnologie di micro-fluidica e ingegneria tissutale per fornire gradienti chimici spaziotemporali e dinamici ambienti meccanici dell'organo vivente. I modelli BBB-on-chip attualmente disponibili sono basati su una membrana porosa inserito tra due microcanali con costrutti complessi che includono 3D sistemi vascolari. Pertanto, tali piattaforme possono essere un supporto per l'analisi sistemica dell'impatto della pressione idrodinamica e dello sforzo di taglio sulla funzione BBB.

### Brain-on-a-chip
Il brain-on-chip è un dispositivo microfluidico che consente di imitare il cervello in vivo microambiente e le sue funzioni principali. Inoltre, grazie alla ricreazione del condizione dinamica fisiologica, questa piattaforma ha il potenziale per modellare la chiave caratteristiche come la differenziazione neurale e la presenza di una sviluppata rete neurale.

### Skin-on-a-chip
I ricercatori di cellasys hanno creato un modello di pelle su un biochip.

## Human-on-a-chip
I ricercatori stanno lavorando alla creazione di un sistema di coltura cellulare microfluidica tridimensionale 3D che suddivide in compartimenti i microambienti in cui gli aggregati cellulari 3D sono coltivati per imitare più organi del corpo. La maggior parte dei modelli organo-su-un-chip oggi presentano solo un tipo di cellula, quindi anche se possono essere validi modelli per lo studio delle funzioni di interi organi, l'effetto sistemico di un farmaco sul corpo umano non è verificato.
In particolare, è stato sviluppato un analogo di coltura cellulare integrato (μCCA) che includeva cellule polmonari, fegato e cellule adipose che metabolizzano il farmaco. Le cellule erano collegate in una rete fluidica 2D con un mezzo di coltura che circolava come surrogato di sangue, fornendo così in modo efficiente un sistema di trasporto nutrizionale, mentre contemporaneamente rimuoveva i metaboliti dalle cellule. "Lo sviluppo del μCCA ha posto le basi per un modello farmacocinetico realistico in vitro e ha fornito un sistema biomimetico integrato per coltivare più tipi di cellule con alta fedeltà a situazioni in vivo", affermano C. Zhang et al. Essi hanno sviluppato un microcomputer umano-on-a-chip, coltivando quattro diversi tipi di cellule per imitare quattro organi umani: fegato, polmone, rene e intestino grasso. Si sono concentrati sullo sviluppo di un mezzo di coltura standard privo di siero che sarebbe prezioso per tutti i tipi di cellule inclusi nel dispositivo. I media standard ottimizzati sono generalmente mirati a uno specifico tipo di cella, mentre un human-on-a-chip richiederà evidentemente un mezzo comune (CM). Infatti, affermano di aver identificato un CM di coltura cellulare che, se utilizzata per perfondere tutte le colture cellulari nel dispositivo microfluidico, mantiene i livelli funzionali delle cellule. Aumentare la sensibilità delle cellule in coltura in vitro garantisce la validità del dispositivo, o che qualsiasi farmaco iniettato nei microcanali stimolerà un'identica reazione fisiologica e metabolica dalle cellule campione come interi organi nell'uomo.
Con un più ampio sviluppo di questo tipo di chip, le aziende farmaceutiche saranno potenzialmente in grado di misurare gli effetti diretti della reazione di un organo su un altro. Ad esempio, il rilascio di sostanze biochimiche verrebbe sottoposto a screening per confermare che, sebbene possa essere vantaggioso per un tipo di cellula, non compromette le funzioni degli altri. Probabilmente è già possibile stampare questi organi con stampanti 3D, ma il costo è troppo alto. La progettazione di dispositivi biomimetici di tutto il corpo affronta una importante riserva che le case farmaceutiche hanno nei confronti degli organi su chip, ovvero l'isolamento degli organi. Man mano che questi dispositivi diventano sempre più accessibili, la complessità del design aumenta esponenzialmente. I sistemi dovranno presto fornire simultaneamente perturbazione meccanica e flusso di fluido attraverso un sistema circolatorio.

## Sostituzione dei test sugli animali
Nella fase iniziale dello sviluppo del farmaco, i modelli animali erano l'unico modo per ottenere dati in vivo che predirebbero le risposte farmacocinetiche umane. Tuttavia, gli esperimenti sugli animali sono lunghi, costosi e controversi. Ad esempio, i modelli animali sono spesso soggetti a tecniche meccaniche o chimiche che simulano lesioni umane. Ci sono anche preoccupazioni per quanto riguarda la validità di tali modelli animali, a causa della mancanza di so stretta somiglianza tra le specie. Inoltre, i modelli animali offrono un controllo molto limitato delle singole variabili e può essere ingombrante raccogliere informazioni specifiche.
Pertanto, l'imitazione delle risposte fisiologiche di un uomo in un modello in vitro deve essere resa più accessibile e deve offrire il controllo del livello cellulare negli esperimenti biologici: i sistemi biomimetici microfluidici potrebbero sostituire i test sugli animali. Lo sviluppo di biochip basati su MEMS che riproducono risposte patologiche complesse a livello di organi potrebbe rivoluzionare molti campi, tra cui la tossicologia e il processo di sviluppo di prodotti farmaceutici e cosmetici che si basano su test sugli animali e studi clinici.
Recentemente sono stati sviluppati sistemi di perfusione in vitro per fornire un ambiente di coltura cellulare vicino all'ambiente cellulare in vivo. Una nuova piattaforma di test basata su sistemi perfusi multi-compartimentali ha ricevuto un notevole interesse in farmacologia e tossicologia. Essa mira a fornire un ambiente di coltura cellulare vicino alla situazione in vivo per riprodurre in modo più affidabile meccanismi in vivo o processi ADME che coinvolgono il suo assorbimento, distribuzione, metabolismo ed eliminazione. Sistemi perfusi in vitro e modellazione cinetica sono strumenti promettenti per studiare in vitro i diversi processi coinvolti nella tossicocinetica degli xenobiotici.
Sforzi sono stati compiuti verso lo sviluppo di sistemi di coltura cellulare micro fabbricati e mirano a creare modelli che replicano gli aspetti del corpo umano il meglio possibile e forniscono esempi che dimostrino il loro potenziale utilizzo nello sviluppo di farmaci, quali l'identificazione di interazioni farmacologiche sinergiche e la simulazione di multi interazioni metaboliche organiche. I dispositivi multi-comparti basati su micro fluidi, in particolare quelli che sono rappresentazioni fisiche di modelli farmacocinetici (PBPK) che simulano il trasferimento di massa di composti in modelli compartimentali del corpo dei mammiferi, possono contribuire a migliorare il processo di sviluppo del farmaco.
I modelli matematici farmacocinetici (PK) mirano a stimare i profili tempo-concentrazione all'interno di ciascun organo sulla base della dose iniziale del farmaco. Tali modelli matematici possono essere relativamente semplici, trattando il corpo come un unico compartimento in cui la distribuzione della droga raggiunge un rapido equilibrio dopo la somministrazione. I modelli matematici possono essere estremamente accurati quando tutti i parametri coinvolti sono noti. I modelli che combinano modelli PK o PBPK con modelli PD possono prevedere gli effetti farmacologici dipendenti dal tempo di un farmaco. Oggigiorno possiamo prevedere con i modelli PBPK il PK di qualsiasi sostanza chimica negli esseri umani, quasi dai primi principi. Questi modelli possono essere molto semplici, come modelli statistici dose-risposta, o sofisticati e basati sulla biologia dei sistemi, in base all'obiettivo perseguito e ai dati disponibili. Tutto ciò di cui abbiamo bisogno per quei modelli sono buoni valori parametrici per la molecola di interesse.
I sistemi di coltura cellulare microfluidica come gli analoghi di micro colture cellulari (μCCA) potrebbero essere utilizzati in combinazione con i modelli PBPK. Questi dispositivi ridimensionati μCCA, definiti anche dispositivi body-on-a-chip, possono simulare interazioni multi-tessuto in condizioni di flusso del fluido quasi fisiologico e con rapporti di dimensioni tessuto-tessuto realistiche. I dati ottenuti con questi sistemi possono essere utilizzati per testare e perfezionare ipotesi meccanicistiche. I dispositivi Microfabricating ci permettono anche di personalizzarli e scalare correttamente gli scomparti degli organi l'uno rispetto all'altro.
Poiché il dispositivo può essere utilizzato con cellule sia animali che umane, può facilitare l'estrapolazione di specie diverse. Utilizzati in combinazione con i modelli PBPK, i dispositivi consentono una stima delle concentrazioni efficaci che possono essere utilizzate per studi con modelli animali o per prevedere la risposta umana. Nello sviluppo di dispositivi multicompartimentali, le rappresentazioni del corpo umano come quelle dei modelli PBPK usati possono essere utilizzate per guidare la progettazione del dispositivo per quanto riguarda la disposizione delle camere e le connessioni del canale fluidico per aumentare il processo di sviluppo del farmaco, con conseguente maggiore successo in test clinici.